# میرزا جواد مؤتمن‌الممالک
میرزا جواد موتمن‌الممالک اشراف‌زاده و نویسنده و شاعر اواخر دوران قاجار و نماینده مجلس شورای ملی ایران بود.
موتمن‌الممالک پسر محمدخان امیرالامرا و از نوادگان ابراهیم خان ظهیرالدوله (حاکم کرمان در عصر فتحعلی‌شاه) بود. او در ایران و سپس فرانسه تحصیل کرد. در سال ۱۲۸۵ خورشیدی به عنوان نماینده مردم بروجرد در اولین دوره مجلس شورای ملی حضور داشت. او علاوه بر نویسندگی، شعر نیز می‌سرود و «نجم» تخلص می‌کرد. از او قصایدی چند در مدح امام زمان باقی مانده است که عبرت نائینی آن‌ها را در مدینه‌الادب و تذکره انجمن قدس ضبط کرده است.
موتمن‌الممالک پدر فضل‌الله بایگان، پدربزرگ فریدون مشیری و پدر پدربزرگ افسانه بایگان است.